# Jan Szczeszyński
Jan Stanisław Szczeszyński (ur. 6 lipca 1874 w Kórniku, zm. 12 kwietnia 1940 w Buchenwaldzie) – działacz Związku Polaków w Niemczech.
Pracownik Banku Ludowego w Opolu. Dyrygent Towarzystwa Śpiewaczego „Lutnia”, a w okresie międzywojennym współzałożyciel chóru męskiego „Echo”. W ostatnich latach XIX wieku przeprowadził się do Opola. W 1939 aresztowany i osadzony w obozie koncentracyjnym w Buchenwaldzie, gdzie zmarł 12 kwietnia 1940. 
Jego imieniem i nazwiskiem nazwano ulicę w Opolu – Nowej Wsi Królewskiej.